# Château de Rahling
Le château de Rahling se situe dans la commune française de Rahling et le département de la Moselle.

## Histoire
Précédé d'un fossé qui subsiste seulement au nord, le château est construit en bordure est du village de Rahling. Mentionné au XIVe siècle, il est détruit en 1380 par le comte Jean II de Sarrewerden et rétabli au XVe siècle, avant de passer au duc de Lorraine en 1572. Le château est partiellement reconstruit en 1620, comme l'atteste la date gravée sur la porte de la tour d'escalier.
Le logis a été classé monument historique alors que les fossés, les vestiges des anciennes murailles et les dépendances ont été inscrits par le même arrêté du 29 avril 1994.

## Édifice
Le château se compose d'un corps de logis et de bâtiments agricoles situés au sud de la cour. Construit en moellon de grès crépi et couvert d'un toit brisé à croupes en tuiles plates, il présente un plan rectangulaire et trois niveaux d'élévation. La partie la plus soignée est la tour d'escalier hors œuvre, située sur la façade sud. Le portail aux piédroits creusés de niches à coquille est encore inspiré par les thèmes décoratifs de la Renaissance et annonce le somptueux décor du dessous des marches de l'escalier en vis à limon hélicoïdal. Chacun porte, sculpté en méplat, une fleur à six pétales placée au milieu d'entrelacs et d'éléments végétaux. 
Isolé dans la région où il ne subsiste que des châteaux forts et des châteaux construits au XVIIIe siècle, il se rattache davantage à l'architecture alsacienne par la forme de la toiture, le décor à enroulements de fenêtres, l'ornementation et les nombreuses marques de tâcheron gravées sur le limon de l'escalier et le tympan du portail.